# ガイベルク
ガイベルク (ドイツ語: Gaiberg) はドイツ連邦共和国バーデン＝ヴュルテンベルク州ライン＝ネッカー郡に属す町村（以下、本項では便宜上「町」と記述する）。この自治体には首邑のガイベルク地区の他、いくつかの小さな集落が含まれる。

## 地理

### 位置
ガイベルクは、州内で有名な保養地で、オーデンヴァルトとクライヒガウの境界にあたる標高200mから445mのネッカータール＝オーデンヴァルト自然公園内に位置する。ハイデルベルクからは南に約10kmほどの距離である。この村は元々南東に下る斜面に沿った街道町であった。

### 隣接する市町村
ガイベルクは、東にバンメンタール、南にライメンのガウアンゲルロッホ地区とリンゲンタール地区、西と北にハイデルベルクと境を接している。

### 地史
ガイベルク町内には廃村となったヴァルドルフェスフーゼンがある。12世紀の偽造文書には、1016年に放棄されたゴーヴェンキルヒェン集落との記述があるが、ガイベルクにそれに該当する村はないと推察されている。

## 歴史
ガイベルクは、おそらく中世盛期にガウアンゲルロッホによる入植地として開拓がなされ、1312年に「Gauberg」として初めて文献上に記録された。この村は元々ヴォルムス司教領であったが、1419年にプファルツ選帝侯に購入された。プファルツ選帝侯領内でガイベルクはメッカースハイム・ツェントに属し、15世紀にケラーライ・ディルスベルクの管轄下に移された。耕作地は主に住民の所有であった。1803年にガイベルクはバーデンとなり、ネッカーゲミュント管区に置かれ、1857年にはこの管区がエーバーバッハ地域管区に移管され、1863年にはさらにハイデルベルク地域管区に移された。ここから後のハイデルベルク郡が創設された。1967年にガイベルクは州内で有名な保養地となった。
この村は、最近まで農業の村で、森を利用した放牧や林間農業を含め特に林業が経済を支えていた。村の日雇い労働者もおおかたハイデルベルクの森での林業により生計を立てていた。19世紀の半ばから第一次世界大戦まではサクランボ、その後はラズベリー栽培が重要な生活財源であった。ガイベルクの最初の工場は1957年に設立された自動車のゴム部品の生産工場で、200人が働いていた。1968年には住民の半数以上が近隣の都市への通勤者となった。その大部分（385人中261人）がハイデルベルクへの通勤者であった。
| 年         | 1439 | 1577 | 1727 | 1818 | 1852 | 1905 | 1939 | 1961  | 1965  | 1970  | 1991  | 1995  | 2005  | 2010  | 2015  |
| ---------- | ---- | ---- | ---- | ---- | ---- | ---- | ---- | ----- | ----- | ----- | ----- | ----- | ----- | ----- | ----- |
| 人口（人） | 90   | 100  | 97   | 433  | 467  | 742  | 880  | 1,328 | 1,564 | 1,545 | 2,318 | 2,347 | 2,467 | 2,704 | 2,380 |

## 行政
ガイベルクはネッカーゲミュントに本部を置くネッカーゲミュント自治体行政連合に属している。

### 議会
ガイベルクの議会は5年ごとの選挙で選出される12人の議員からなる。これに首長が議長として参加する。

### 紋章
図柄: 銀地に緑の土地。その上に赤い石柱と黒い幹の緑の広葉樹。
この紋章は1751年の裁判印章に遡る。この印章にはすでに木の傍らに柱が描かれている。1900年、ゲネラルランデスアルヒーフの提案を承けてガイベルクはこの紋章を採択した。この石は現在もプロテスタント教会前の菩提樹の傍に建っている。この石の意味は明らかではない。古い墓石という説から十字架の残骸というものまで仮説はさまざま提出されている。
旗は、緑 - 白で、1956年に内務省の認可を得た。

### 友好都市
- ラ・カヌルグ（フランス、ロゼール県）

## 文化と見所

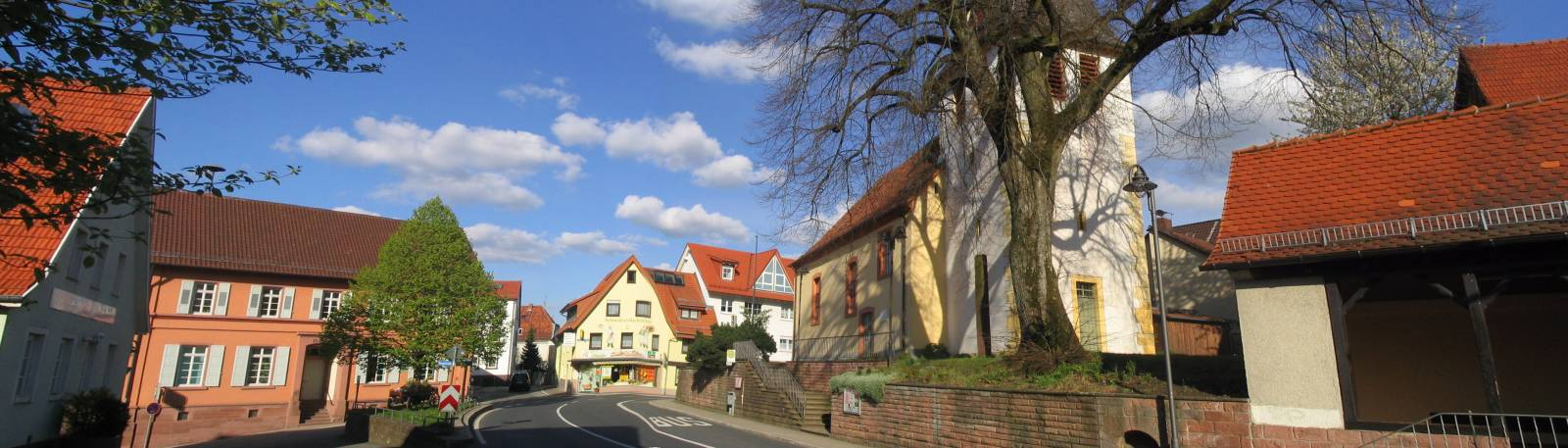
ガイベルクの中心部

### 建築
ガイベルクの役場は1857年に学校として建てられた建物で、新しい学校が建設された1905年から役場として用いられている。
プロテスタントのペトロ教会の塔は、おそらく13世紀に遡る。教会は宗教改革の時代1556年にプロテスタントの教会となり、その後プファルツ教会分離令によって、一時的に再びカトリックに戻ったが、1707年にディルスベルクの教会と交換されプロテスタントに戻った。1737年から1738年に長堂が建設され、1850年頃塔に鐘楼のスペースが造られた。1957年にこの教会は大規模な修復がなされた。
カトリックのミヒャエル教会は1955年から1956年に古い礼拝堂の替わりに建設された。内陣は外観上プロテスタント教会の造りになっている。この教会は2007年に大規模な改修がなされた。

## 経済と社会資本

### 交通
ガイベルクは、州道を使って約8kmでアウトバーンA5号線のハイデルベルク/シュヴェツィンゲン・インターチェンジに至り、公式道路網に繋がっている。
また公共旅客交通の利用も可能である。ライン＝ネッカー・バス交通のバス路線がライメン、ハイデルベルク、シャットハウゼンに通じている。ガイベルクはライン＝ネッカー交通連盟のサービス提供地域に含まれている。

### 教育
ガイベルクには実業学校を併設した基礎課程・本課程学校がある。上級の学校はライメンやハイデルベルクに通う。ギムナジウムはネッカーゲミュントやバンメンタールにある。自治体は図書館を運営している。

## 引用
1. ↑  Statistisches Landesamt Baden-Württemberg – Bevölkerung nach Nationalität und Geschlecht am 31. Dezember 2023 (CSV-Datei)